# Orzech szary
Orzech szary (Juglans cinerea L.) – gatunek drzewa należący do rodziny orzechowatych. Występuje naturalnie we wschodniej części Ameryki Północnej – od Minnesoty aż do Georgii. W Polsce uprawiany, czasami dziczeje i uważany jest za gatunek lokalnie zadomowiony (jako kenofit).

## Morfologia
PokrójPokrój jest smukły. Dorasta do 24 m wysokości.
Kora: Kora ma popielatoszarą barwę. Jest podobna do kory orzecha włoskiego, lecz nieco ciemniejsza. Jest szorstka i głęboko spękana.
PędyMłode pędy są pokryte lepkim, długim kutnerem, który ma czerwoną barwę. Ściera się po upływie jednego roku.
Pąki: Mają różowo-białą barwę.
LiścieLiście osiągają do 70 cm długości. Są złożone z 11–17 listków. Listki są cienkie, szerokie i mają jasnozieloną barwę. Młode listki są owłosione z wierzchu, lecz później stają się nagie. Od spodu są szare i gruczołowato owłosione. Ogonek liściowy również jest pokryty lepkimi i czerwonymi włoskami. Liście wydzielają silny, słodki aromat.
KwiatyKwiaty zebrane są w kwiatostany zwane kotkami.
OwoceOwocami są pestkowce, zebrane w grona składające się z 3–5 sztuk. Okrywa otaczająca owoc pokryta jest lepkimi włoskami. Zdrewniała owocnia jest zwykle z obu stron zaostrzona. Nasiona są jadalne. Mają słodki i maślany smak.

## Zastosowanie
Dawniej w Ameryce Północnej liście i kora orzecha szarego były wykorzystywane jako naturalny środek przeczyszczający.

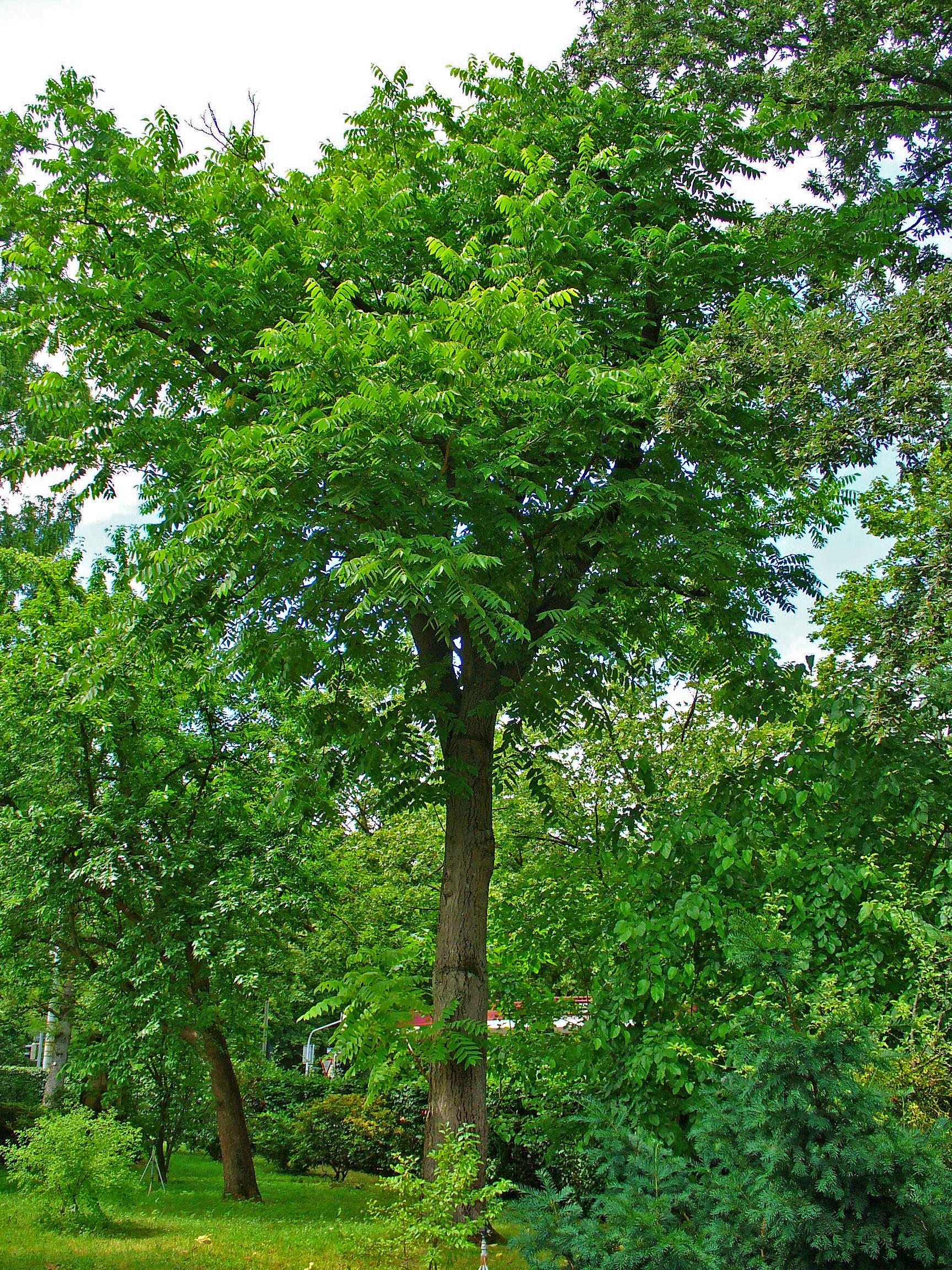
Pokrój
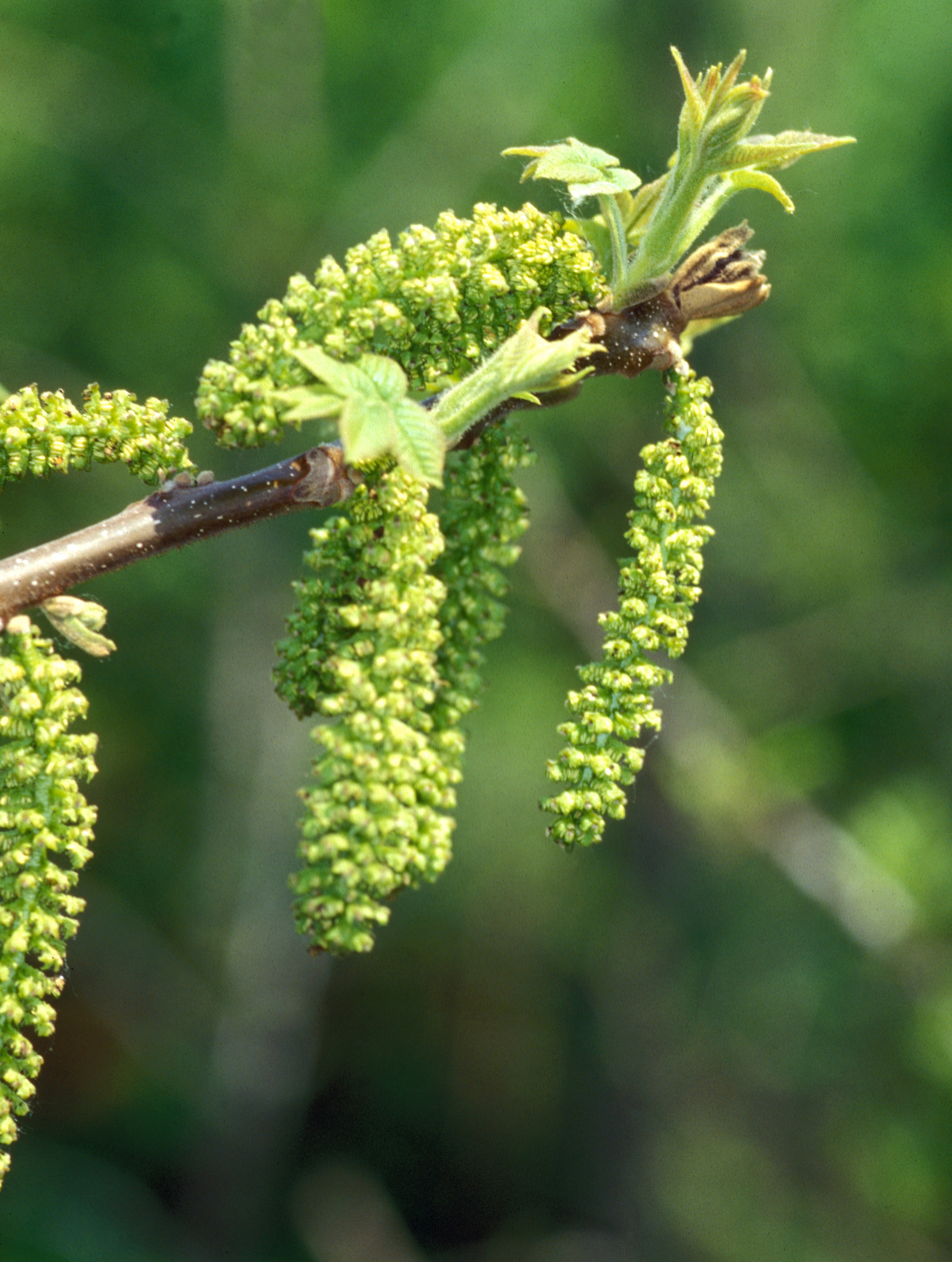
Kwiatostan męski
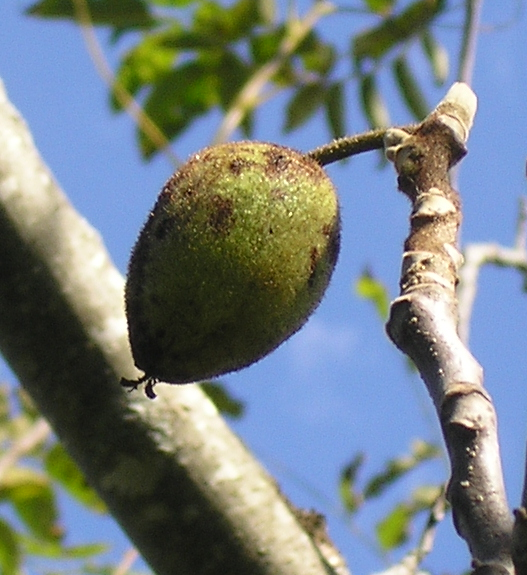
Owoc